# Maillebois
Maillebois település Franciaországban, Eure-et-Loir megyében. Lakosainak száma 926 fő (2022. január 1.). Maillebois Laons és Louvilliers-lès-Perche községekkel határos.

## Népesség
A település népességének változása:
| Lakosok száma | 296  | 828  | 821  | 979  | 957  | 937  | 922  | 906  | 896  | 926  |
|               | 1968 | 1982 | 1990 | 2006 | 2013 | 2015 | 2017 | 2019 | 2020 | 2022 |